# Řevnice (nádraží)
Řevnice jsou železniční stanice, která se nachází v severní části města Řevnic v okrese Praha-západ ve Středočeském kraji. Stanice leží na dvoukolejné elektrizované celostátní dráze Praha–Plzeň, která je součástí 3. tranzitního železničního koridoru.

## Popis stanice
Železniční stanice je vybavena staničním zabezpečovacím zařízením 2. kategorie – elektromechanické zabezpečovací zařízení. Na přilehlých mezistaničních úsecích ke stanici je instalováno traťové zabezpečovací zařízení 2. kategorie – jednosměrný hradlový poloautomatický blok. Stanice má 4 dopravní a 2 manipulační koleje. Na počátku února 2015 začala druhá a nejnáročnější etapa rekonstrukce přednádraží v Řevnicích. Rekonstrukce byla dokončena v roce 2020, cestujícím nabídla nová parkovací místa, lavičky, cykloboxy, chodníky po obou stranách silnice, zastávku autobusu, osvětlení v celé ulici a kamerový systém. Na podzim roku 2020 bylo částečně opraveno první nástupiště.

## Přeprava
Ve stanici zastavují vlaky osobní přepravy kategorie osobní vlak (Os) na lince S7 v systému integrovaného dopravního systému PID. Tyto vlaky provozuje národní železniční dopravce České dráhy. Vlaky vyšší kvality a vyšší kategorie ve stanici od roku 1994 nezastavují, pouze projíždí.Ve staniční budově se nachází osobní pokladna Českých drah a čekárna pro cestující. Ve stanici je úschovna zavazadel a kol. K dispozici je i automat na jízdenky PID. Ve stanici je možno přestupu na autobusy městské hromadné dopravy a linkové autobusy.

## Přístupnost
Přístup do budovy stanice není bezbariérový. Bezbariérový přístup není ani na žádné nástupiště (dle ČSN 73 4959). Bezbariérový přístup je po rekonstrukci možný pouze do přístřešku před povětrnostními vlivy.

## Další informace
Vedle staniční budovy se nachází veřejné bezplatné parkoviště a zastávka veřejné autobusové dopravy.Ve stanici je možno zakoupení občerstvení ve stánku na západní části prvního nástupiště nebo také v restauraci, která se nachází v bezprostřední blízkosti železniční stanice. Naproti nádraží se nachází sídlo Policie České republiky a městské policie.

## Galerie

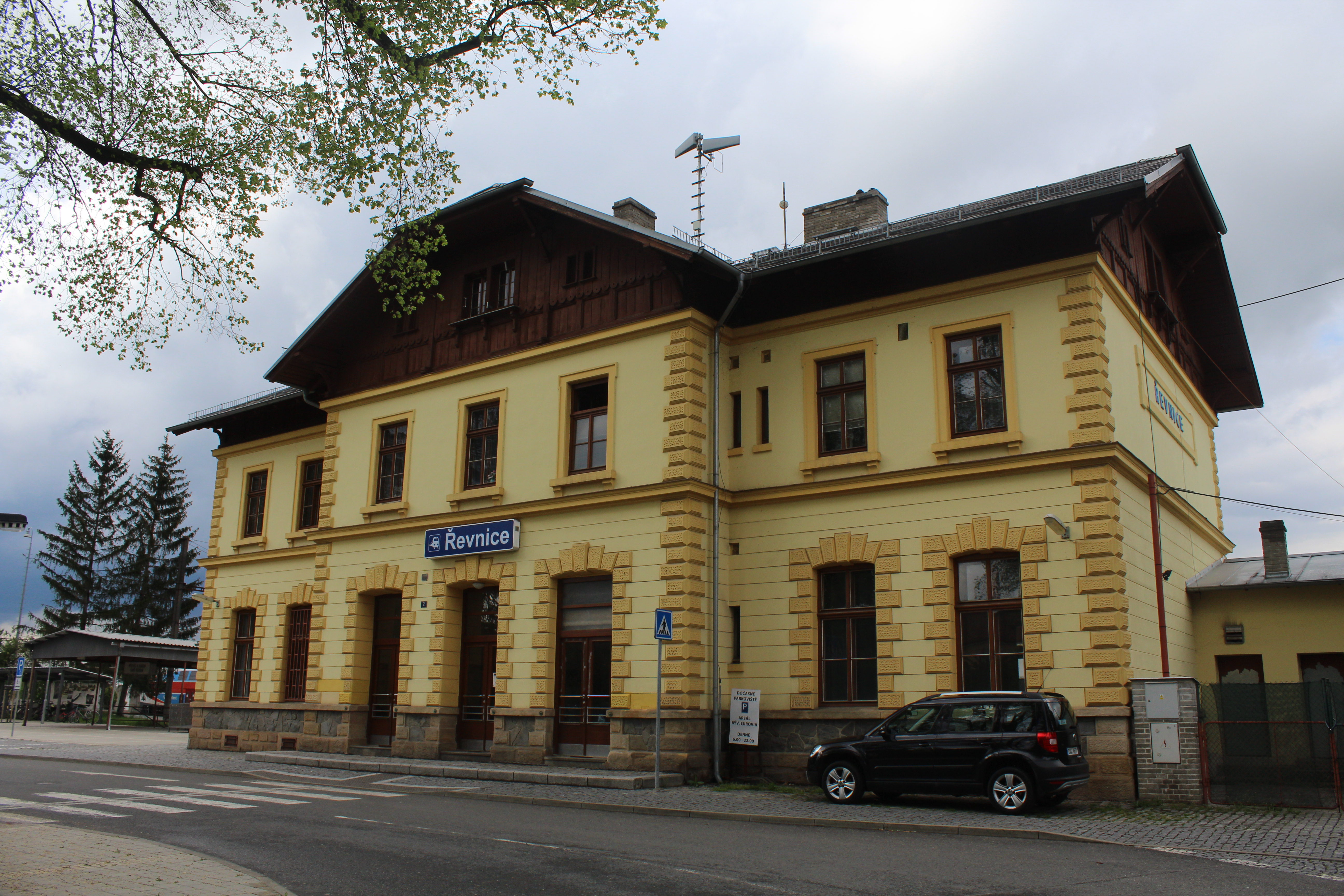
Staniční budova
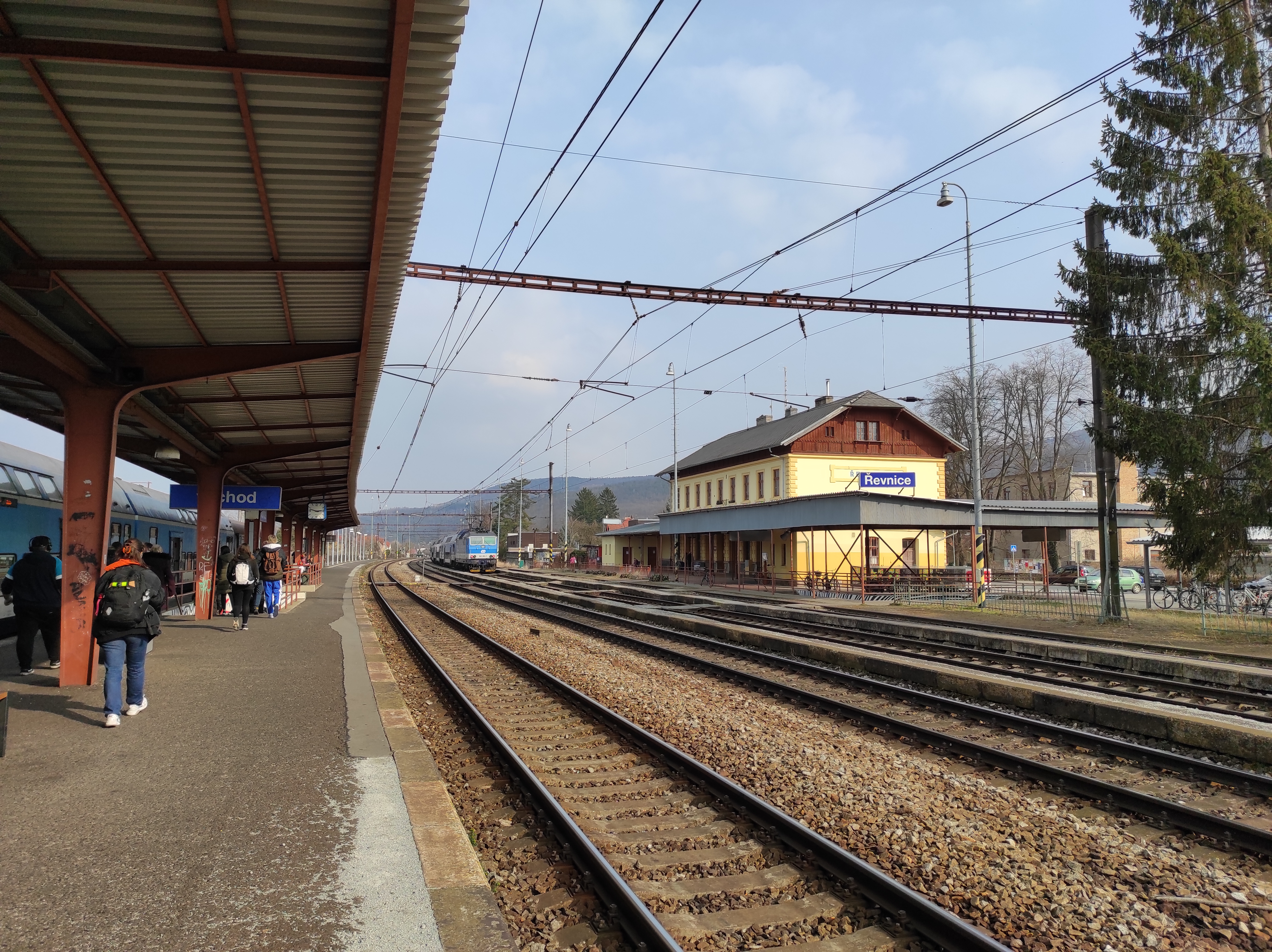
Pohled na nádraží z perónu
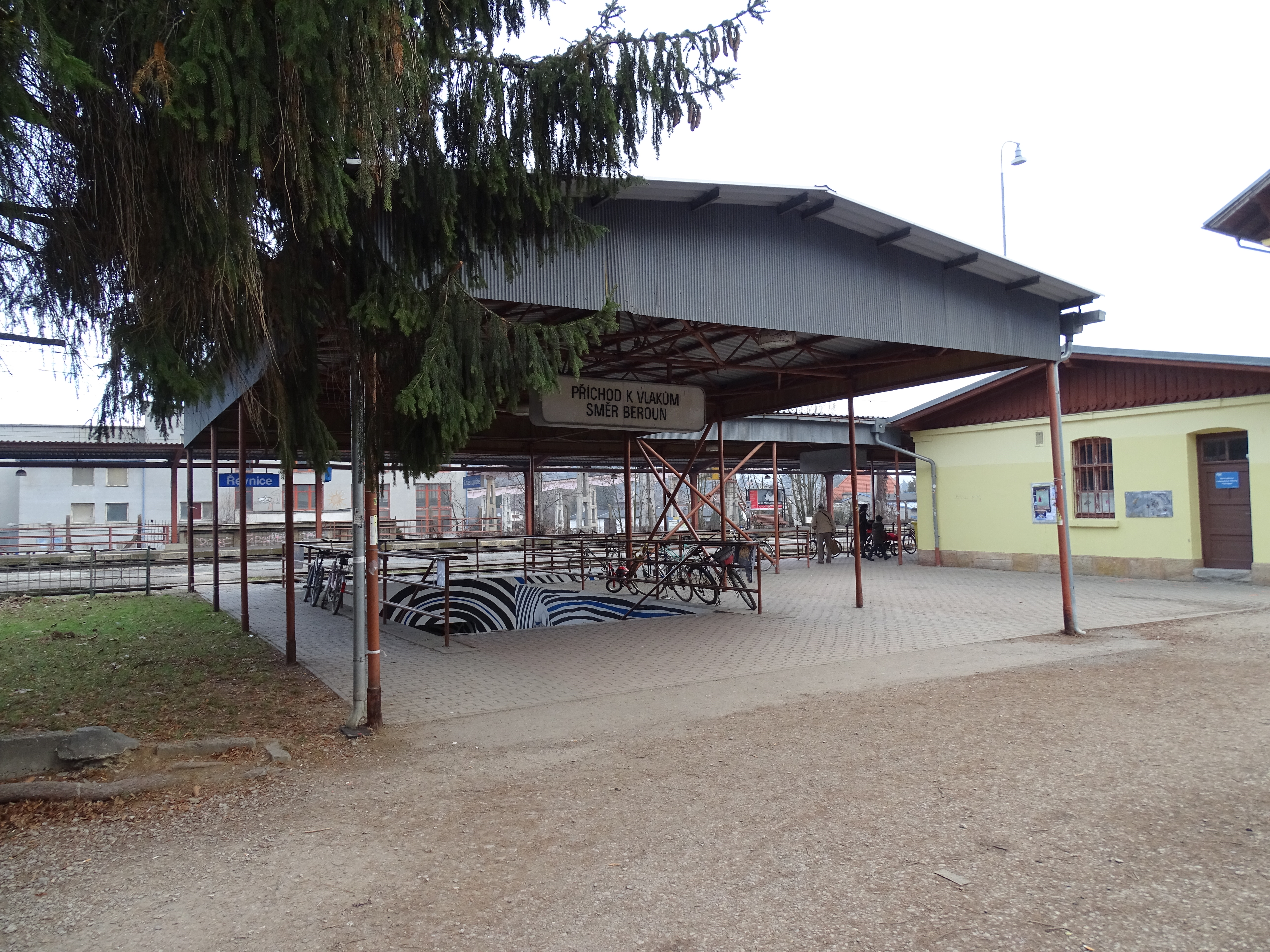
Staniční podchod
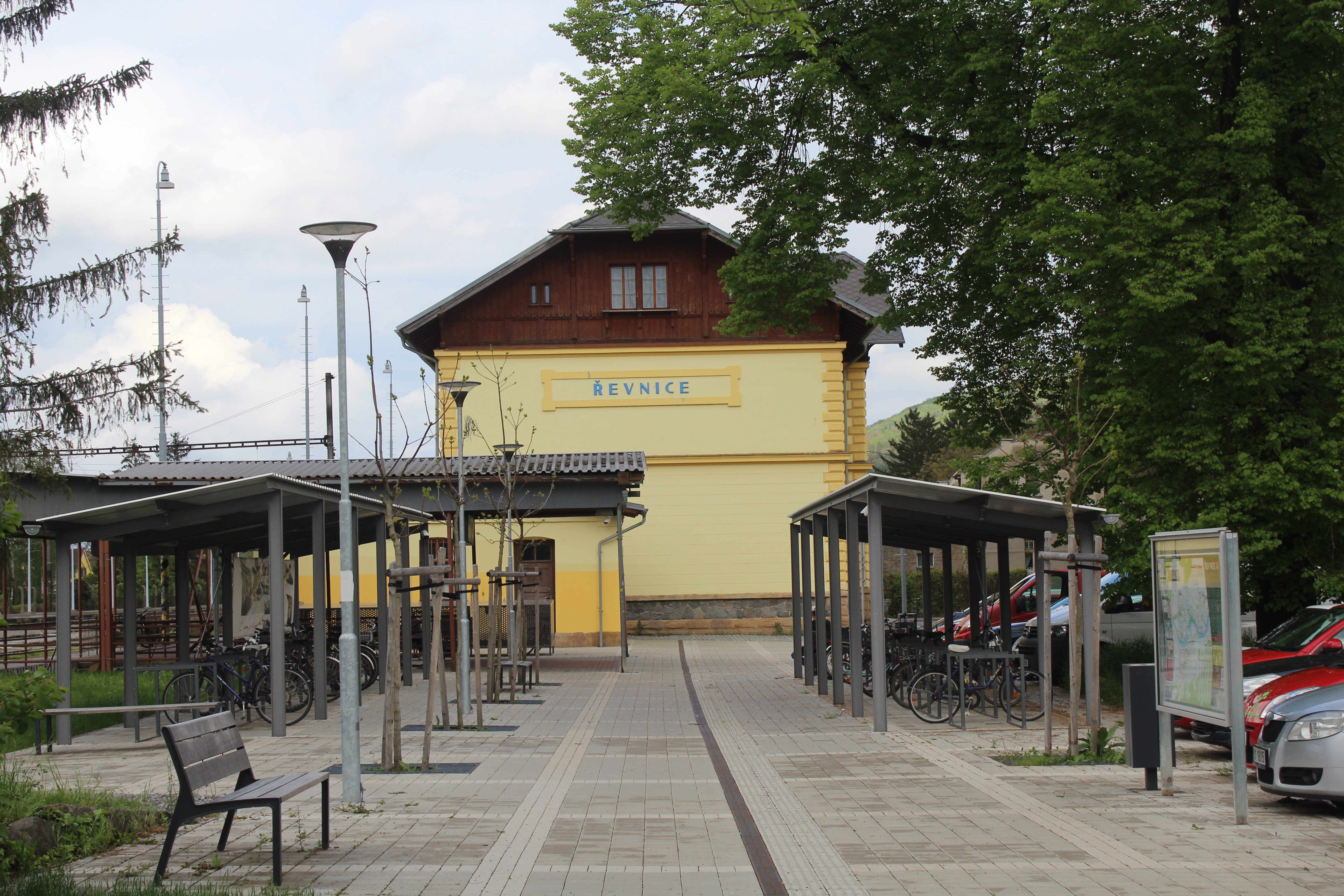
Budova po rekonstrukci přednádraží
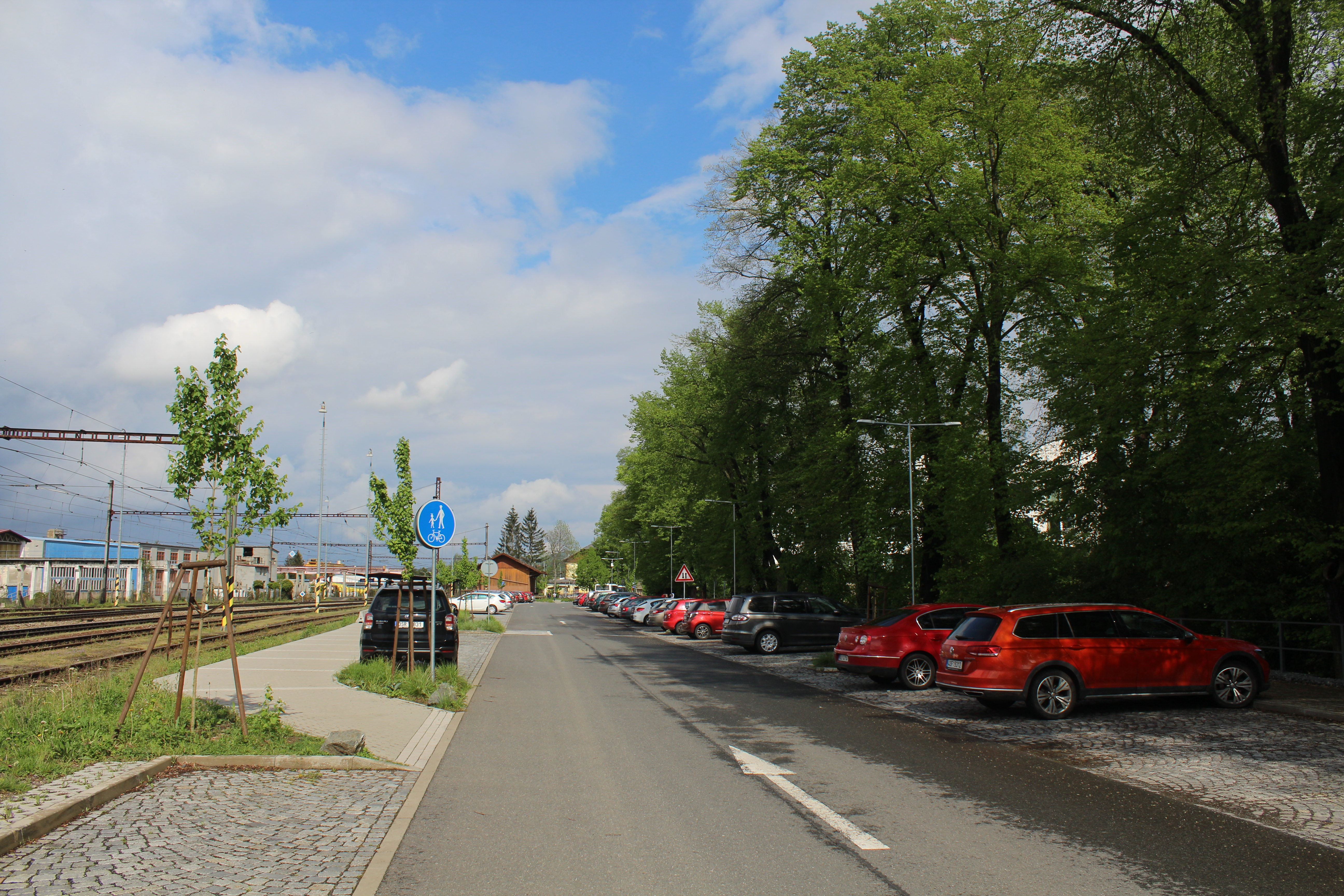
Nádražní parkoviště
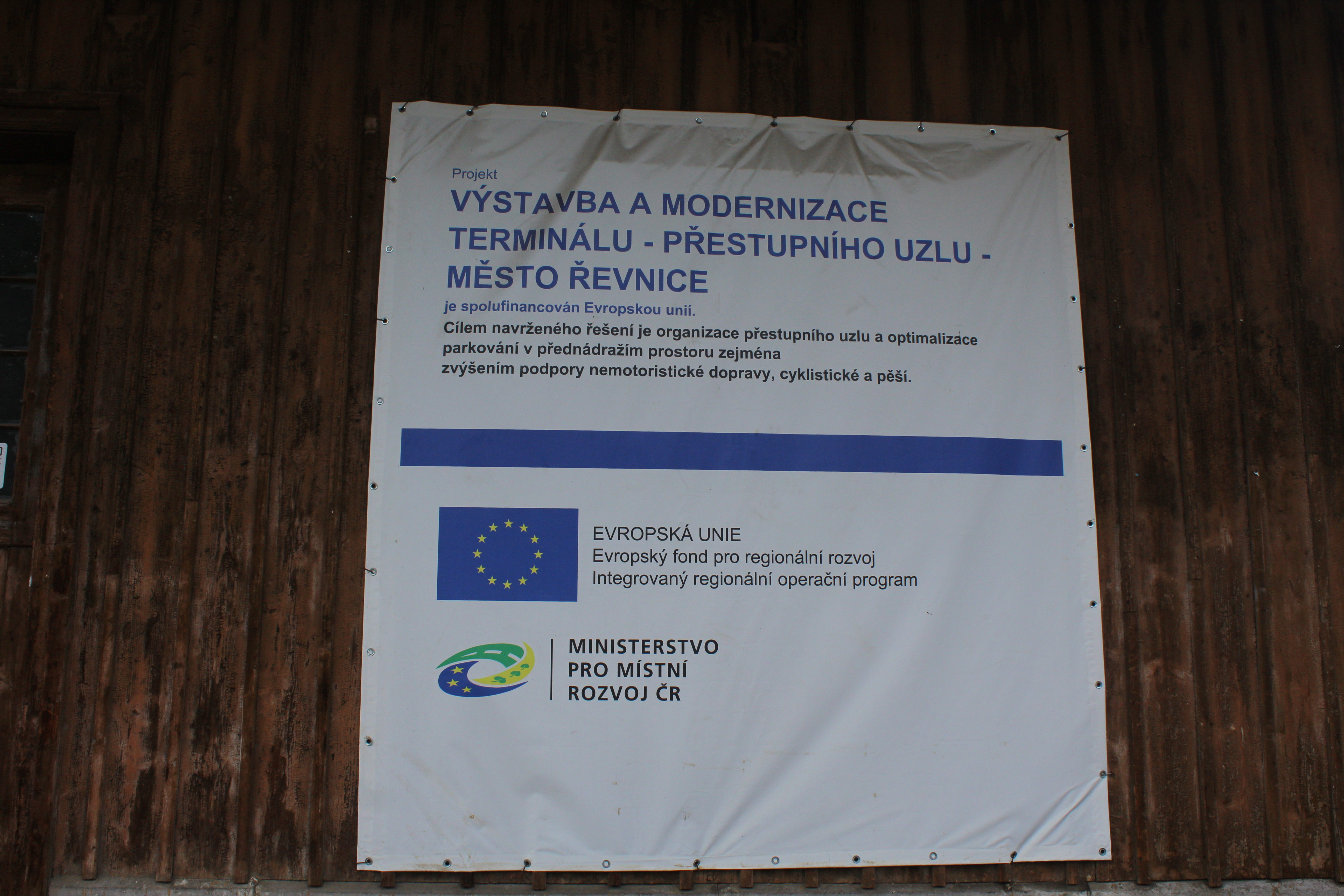
Modernizace přestupního terminálu
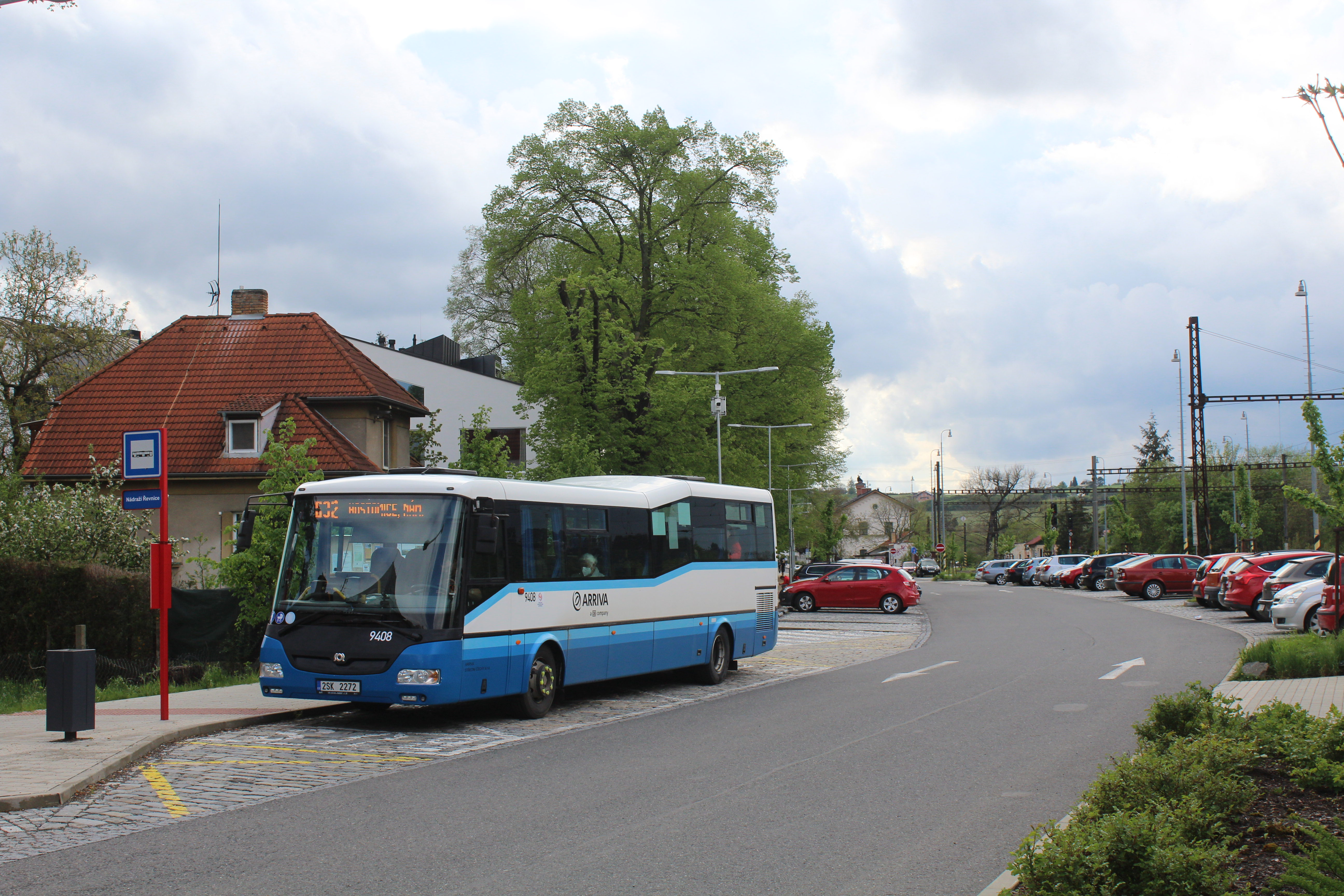
Nový přestupní terminál před nádražím
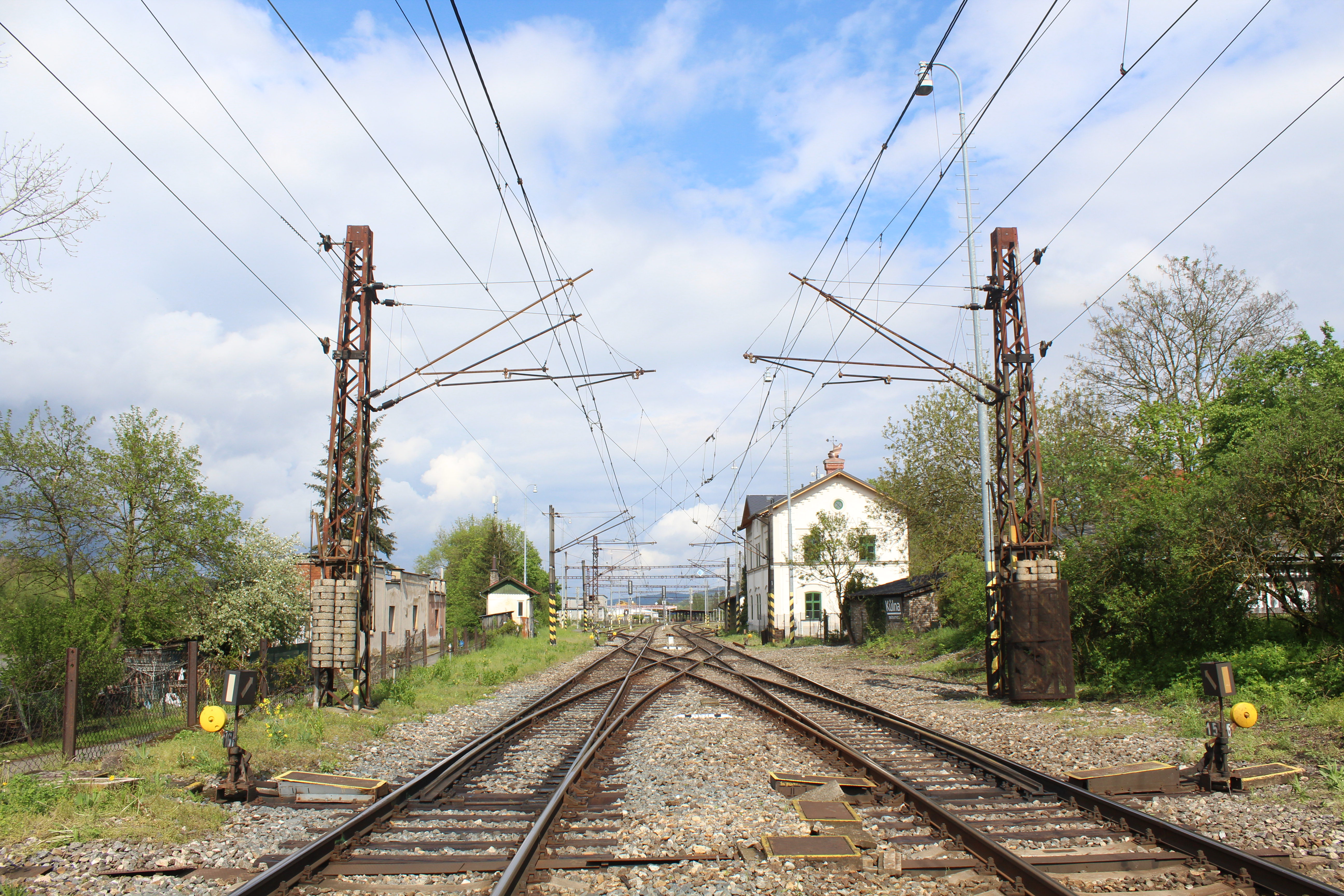
Berounské zhlaví